# Prosoeca nitidula
Prosoeca nitidula är en tvåvingeart som beskrevs av Mario Bezzi 1924. Prosoeca nitidula ingår i släktet Prosoeca och familjen Nemestrinidae. Inga underarter finns listade i Catalogue of Life.